# Stanley Cowie
Stanley Cowie (1890 – tháng 8 năm 1927) là một cầu thủ bóng đá người Anh. Là một inside right, ông thi đấu tại Football League cho Blackpool và từng đầu quân cho Exeter City. Thi thể của ông "được tìm thấy tại Sông Tyne với tay và chân bị trói bằng dây" vào tháng 8 năm 1927.